# Туркменские бригады
Туркменские бригады (тур. Türkmen Kuvvetleri) — ополчения, состоящие из иракских туркмен и сформированные в составе Сил народного мобилизации в 2014 году.
Командир группы Саид Йылмаз Наджар отклонил предложения о создании объединённого туркменского ополчения из Фронта иракских туркмен, заявив, что в его группе есть как шииты, так и туркмены-сунниты.
25 сентября 2016 года 16-я бригада объявила, что ополченцы будут участвовать в наступлении на Хавиджу.